# Honey Brook
Honey Brook es un borough ubicado en el condado de Chester en el estado estadounidense de Pensilvania. En el año 2000 tenía una población de 1287 habitantes y una densidad poblacional de 371 personas por km².

## Geografía
Honey Brook se encuentra ubicado en las coordenadas 40°5′39″N 75°54′35″O / 40.09417, -75.90972.

## Demografía
Según la Oficina del Censo en 2000 los ingresos medios por hogar en la localidad eran de $46 319 y los ingresos medios por familia eran $56 417. Los hombres tenían unos ingresos medios de $37 857 frente a los $28 636 para las mujeres. La renta per cápita para la localidad era de $19 205. Alrededor del 7,4% de la población estaba por debajo del umbral de pobreza.